# 草津·四万号列车
“草津・四万”（日语： Kusatsu・Shima */?）是东日本旅客铁道（JR东日本）来往于上野站和长野原草津口站之间的特急列車。该列车经由东北本线、高崎线、上越线和吾妻线运行。

## 概要
“草津”号的前身是1960年6月开行的来往于上野站至长野原站（现长野原草津口站）的临时准急列车，连结了东京都与群马县吾妻郡草津町的草津温泉。1962年6月，“草津”号变更为定期列车，并于1966年升级为急行列车。1985年3月14日，“草津”号升级为特急列车。2023年3月18日時刻表修訂，列車名改稱「草津・四万」。
列车名称“草津”和“四萬”分別来源于目的地群马县中的草津温泉與四萬溫泉。

## 運行概況

### 停車站
上野站 - 長野原草津口站間停車站
上野站 - 赤羽站 - 浦和站 - 大宮站 - 熊谷站 - 高崎站 - 新前橋站 - 澀川站 - 中之条站 - 長野原草津口站
經由上野東京線的臨時列車停車站（上野站以南、於春・秋運行）
大船站 - 横濱站 - 武藏小杉站 - 品川站 - 東京站 - 上野站

### 所需時間
上野站 - 長野原草津口站間（營業距離164.7 km）　上行：2時間19分 - 26分　下行：2時間15分 - 2時間25分

### 使用車輛・編成
2023年3月18日改點起，引入E257系5500番台（5輛編成、全車普通車指定席）。
此前，定期列車曾使用651系1000番台行駛。2014年3月15日前曾使用185系200番台。